# Grup d'interès
|  | No s'ha de confondre amb Part interessada, Stakeholder, o Lobby. |

Un grup d'interès és un conjunt de persones, organitzades per un interès en comú, amb la finalitat d'actuar conjuntament en defensa d'aquest interès, volent fer conèixer les seves pretensions.
Es denomina grup de pressió als que utilitzen els mitjans al seu abast buscant la manera de dominar l'opinió pública.
La seva activitat política és distintiva d'altres categories perquè procuren intervenir en la temàtica política des de fora d'aquesta, és a dir indirectament. Sovint els grups d'interès són de coneixement públic, com els sindicats, les organitzacions patronals, les grans empreses, les associacions de professionals, les ONG, etc.
La majoria de la societats modernes reconeixen legitimitat als grups d'interès i regula les modalitats de la seva accionar, de manera que no afectin la forma en què és regulada a cada país la presa de decisions polítiques. Una modalitat característica de la canalització institucional dels grups d'interès, amb els consells econòmics i socials que existeixen a diversos països. És habitual que els grups d'interès realitzin sobre els poders públics una activitat particular denominada lobby, amb la finalitat de tractar d'incidir al seu favor en el procés de presa de decisions públiques.

## Diferències amb categories similars
Es diferencia conceptualment del grup de poder o el grup de pressió que el grup d'interès, busca la realització de les seves necessitats mitjançant les seves activitats professionals, és a dir que una ONG protectora del medi ambient buscaria afiliar més socis i buscar més animals, plantes, boscos, etc, per protegir, a fi que les autoritats vegin la seva necessitat de col·laboració i una empresa s'esforçaria a créixer en producció per ser objecte de mesures de política econòmica. En canvi grup de poder busca forçar el procés de decisions de l'Estat a favor seu i interessos, utilitzant mecanismes de Poder. Un grup de pressió acudiria directament al parlament a dialogar per satisfer d'aquesta manera les seves necessitats.
No obstant això malgrat les dissimilituds, el grup d'interès, segons el context històric, social, cultural i polític, podria mutar en grup de pressió i a posterior en grup de poder.